# Hélène Laporte
Hélène Laporte, nascida em 29 de Dezembro de 1978 em Villeneuve-sur-Lot, é uma figura política francesa. Membro do Rassemblement National, é deputada ao Parlamento Europeu desde 2019.

## Biografia
Hélène Laporte nasceu a 29 de Dezembro de 1978 em Villeneuve-sur-Lot. Seu avô, Jacques Laporte, foi candidato da Frente Nacional nas eleições legislativas de 1997 em Villeneuve-sur-Lot, e sua mãe, Isabelle Laporte, foi eleita da oposição municipal na mesma cidade.
Ela é analista bancária e consultora de gestão de fortunas por profissão. Casada com um cirurgião ortopédico de Bordeaux, é mãe de dois filhos.